# 초황금비
초황금비(超黃金比, Supergolden ratio)는 {\displaystyle x^{3}=x^{2}+1}의 실수해이다.

## 초황금 수열
초황금 수열(supergolden sequence)은 인도 수학자 나라야나 판디타가 소의 마릿수 변화 문제 대한 수열로 제시한 것이다. 처음 세 항은 1이고, 바로 이전 항과 이전 항보다 2개 전 항을 더한 값을 다음 항으로 한다. 첫 값은 1, 1, 1, 2, 3, 4, 6, 9, 13, 19, 28, 41, 60, 88, 129, 189, 277, 406, 595… (OEIS A000930)이다. 피보나치 수열의 변종이다.

## 같이 보기
- {\displaystyle x^{3}=x^{2}+1}과 유사한 방정식의 해
  - 황금비 – {\displaystyle x^{2}=x+1}의 양수해
  - 플라스틱 수 – {\displaystyle x^{3}=x+1}의 실수해